# Domaine-musée Derjavine
Le domaine-musée Derjavine est le palais du poète et homme politique russe Gavrila Derjavine à Saint-Pétersbourg, sur le quai Fontanka, à côté de la ruelle Derjavine. Depuis 2003, il abrite un musée littéraire et commémoratif, constituant une branche du Musée national Pouchkine.

## Histoire
La construction d'une maison en pierre à deux étages sur le site a commencé avec M.P. Zakharov, le poète a acheté le site avec un bâtiment inachevé en 1791. Le bâtiment principal est situé au fond du site, Derjavine l'a agrandi en ajoutant des dépendances. Autour de la cour, des galeries de colonnes ont été placées, et la même colonnade était située entre les ailes du remblai. Derrière la maison se trouvait un jardin paysager, dans lequel se trouvaient des étangs, des ruisseaux, des ponts et des belvédères ; Nikolaï Lvov, un ami du poète, a participé à la reconstruction. L'architecte original du bâtiment n'est pas connu de manière fiable, vraisemblablement G. Pilnikov. La construction a coûté plus de 26 000 roubles ; pour cela, Derjavine a vendu une partie de ses terres et a ajouté une partie de la dot de sa femme.
Le domaine comprend le manoir du poète, deux dépendances jumelées, une petite maison d'amis et une serre. Le manoir sur la Fontanka et les circonstances de sa construction sont racontés dans les poèmes du poète « Au premier voisin » (1780) et « Au deuxième voisin » (1791), adressés respectivement au fermier M. S. Golikov et au colonel M. A. Garnovsky. Dans la grande salle (construite en 1803-1806 dans l'aile ouest), se tenaient après 1811 les réunions des « Conversations des amoureux de la parole russe ».
En 1846, le bâtiment fut reconstruit par A. M. Gornostaev pour les besoins du Collège théologique catholique romain ; il devint en fait la résidence de l'archevêque métropolitain catholique. L'architecte a modifié non seulement la disposition, mais aussi l'apparence : il a ajouté des ailes et des pilastres corinthiens le long de la façade. Dans les années 1860, au lieu d'une colonnade, une clôture en fonte fut érigée entre les ailes. Les dépendances ont été reconstruites en 1900 par Lev Petrovich Shishko.
À l'époque soviétique, il y avait des appartements communautaires à l'intérieur.
Dans les années 1970, seuls des fragments de la décoration intérieure d'origine ont été conservés.
La décision de muséification a été prise en 1998. Les intérieurs ont été recréés dans le style de l'époque de Catherine II en 2002-2003. Le musée a reçu ses premiers visiteurs le 28 mai 2003. Dans le cadre de la reconstruction, le jardin polonais a également été recréé à l'arrière du domaine (l'entrée est payante).

## Galerie

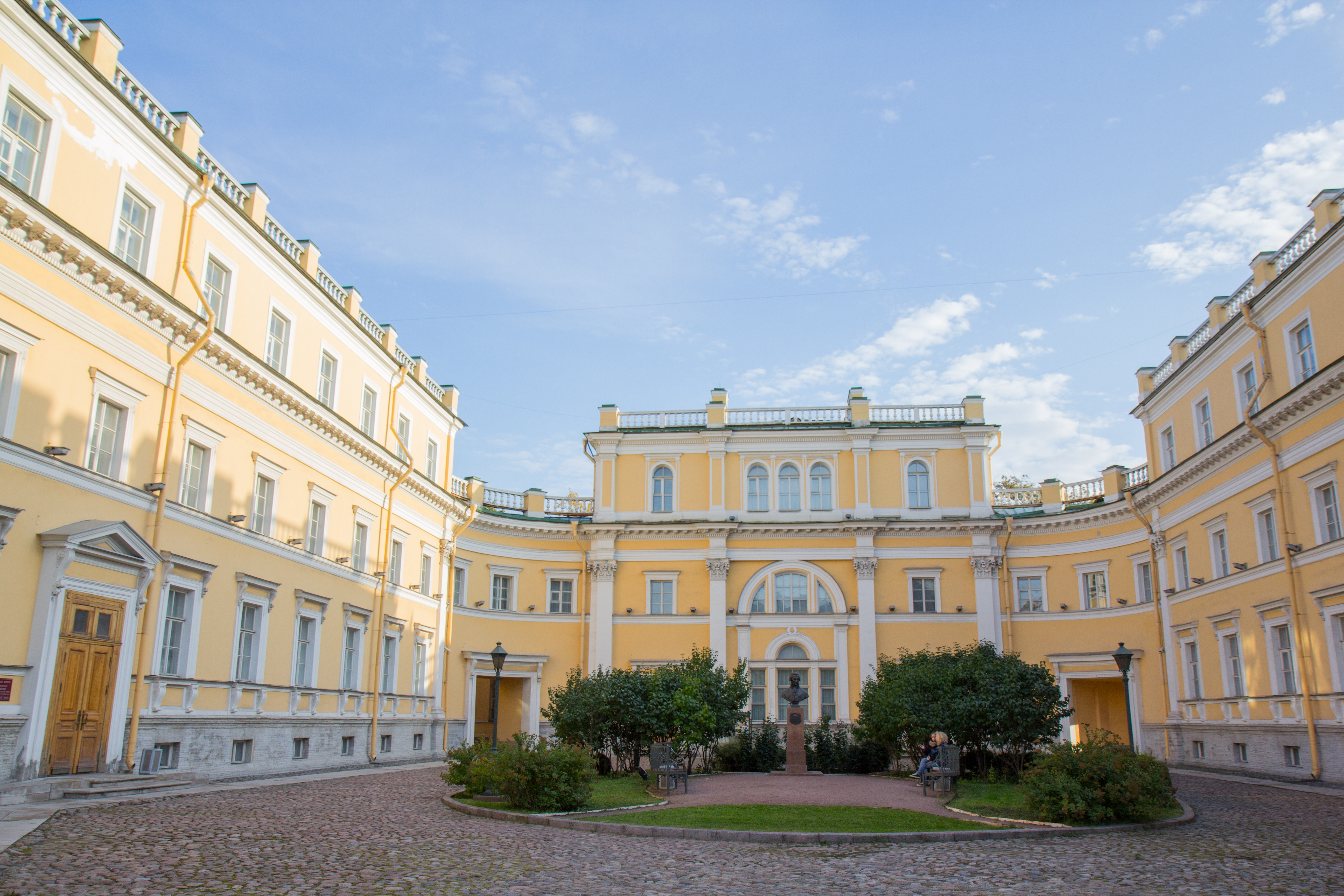
Cour d'honneur
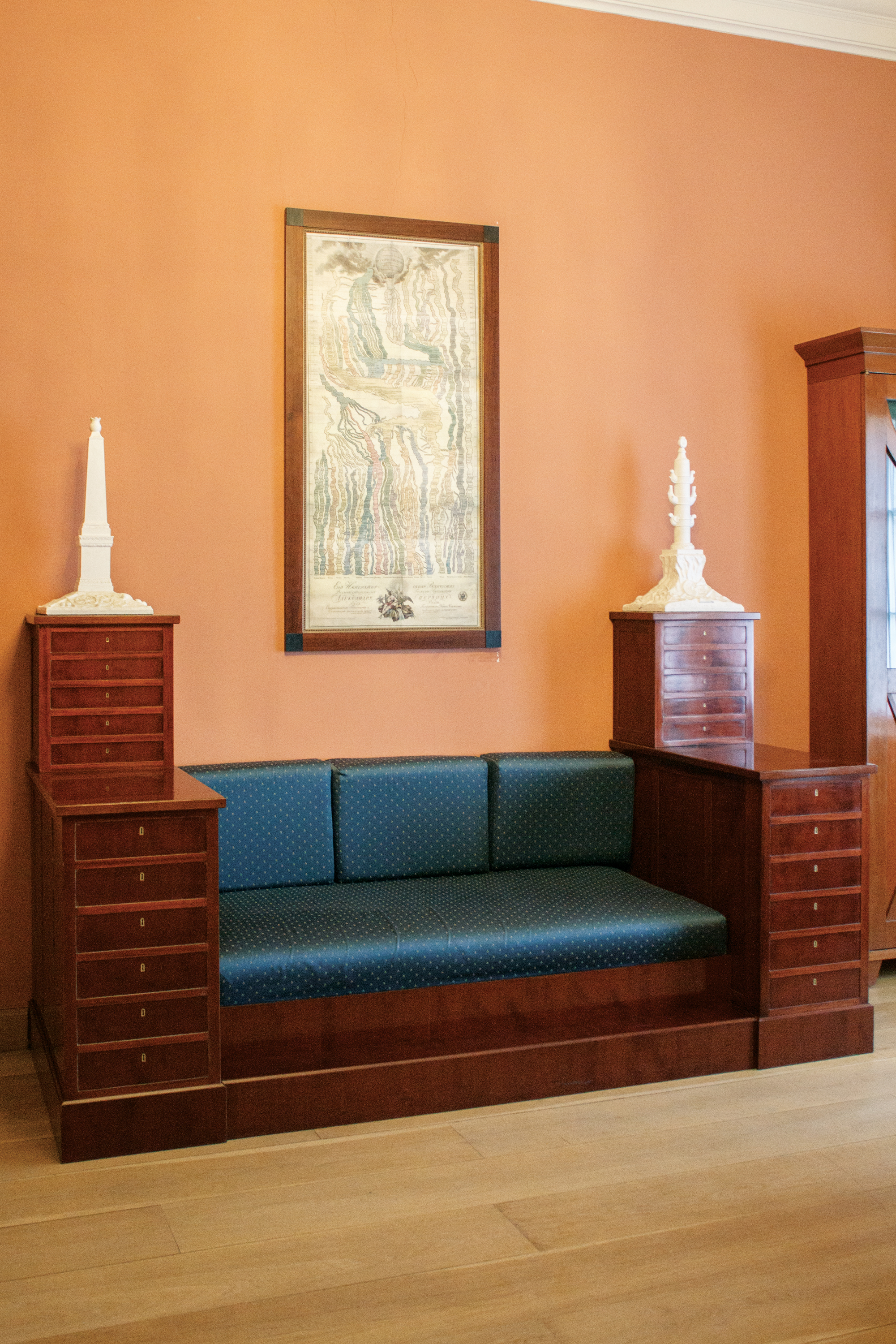
Bureau de Gabriel Derjavine
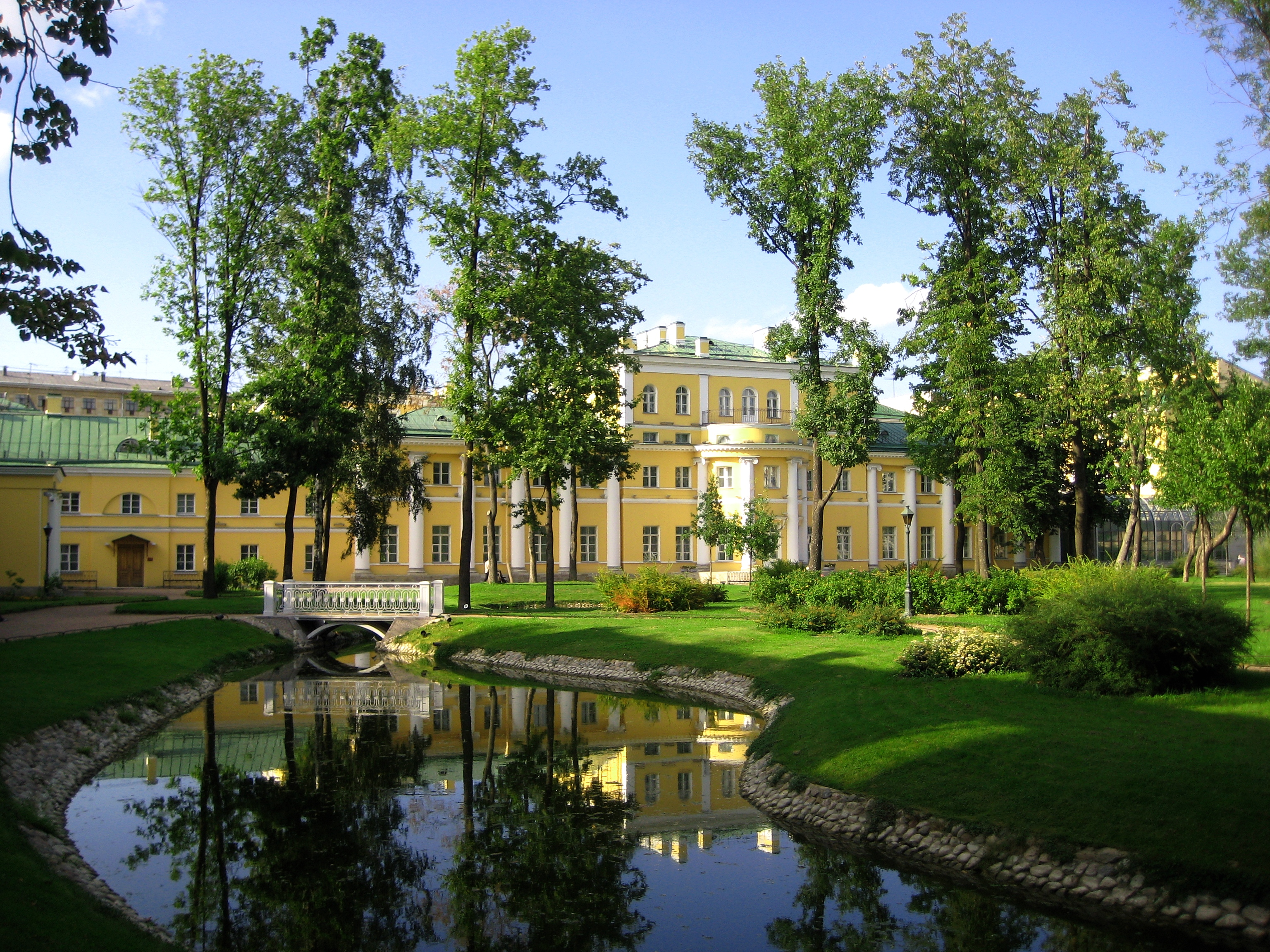
Jardin polonais
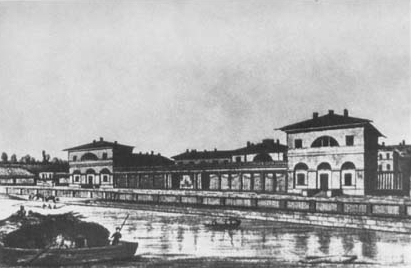
Du côté de la Fontanka (à l'époque de Derjavine)
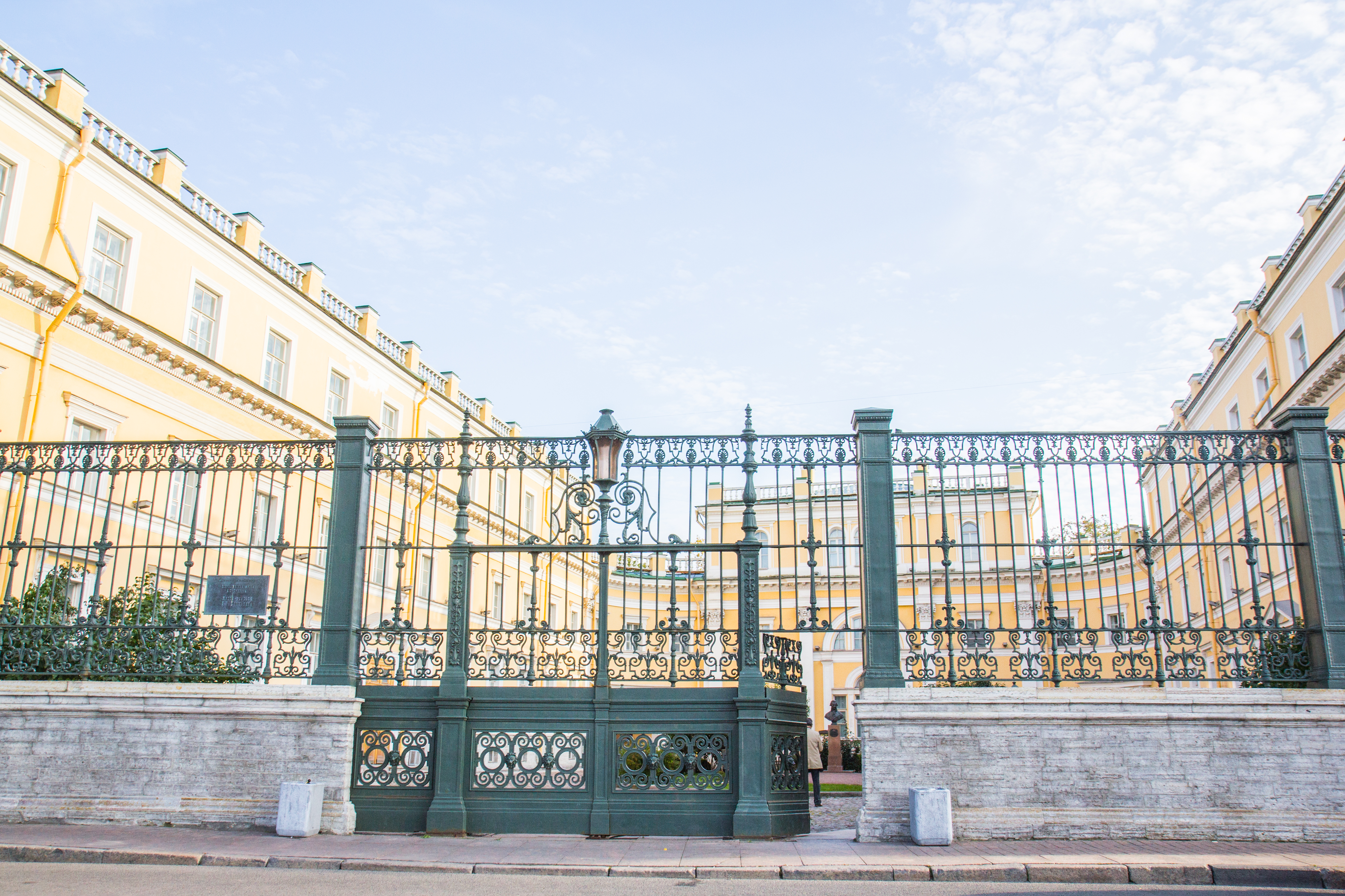
Grille en fonte

## Liens
- Site officiel
- Site Internet du musée